# Gara Alexandria Nord
Gara Alexandria Nord este o stație de cale ferată care deservește Alexandria, județul Teleorman, România.